# Чинто Еуганео
Чѝнто Еуга̀нео (на италиански: Cinto Euganeo; на венециански: Sinto, Синто) е село и община в Северна Италия, провинция Падуа, регион Венето. Разположено е на 35 m надморска височина. Населението на общината е 2067 души (към 2010 г.).